# Бессемеровская сталь
Бессеме́ровская сталь — сталь, выплавленная бессемеровским процессом.
При выплавке этим процессом с применением в качестве дутья воздуха, бессемеровская сталь отличается от мартеновской стали (при одинаковом содержании углерода) большей твёрдостью, упругостью, сопротивлением износу, лучшими свариваемостью и обрабатываемостью резанием, однако и повышенной хрупкостью (в связи с относительно большим содержанием фосфора и азота, поглощённого из воздуха при продувке).